# داور ماتیاش
داور ماتیاش (انگلیسی: Davor Matijaš؛ زادهٔ ۲۳ اوت ۱۹۹۹) بازیکن فوتبال اهل کرواسی است.
از باشگاه‌هایی که در آن بازی کرده‌است می‌توان به باشگاه فوتبال بیرشات ویلریج و باشگاه فوتبال رویال آنتورپ اشاره کرد.
وی همچنین در تیم‌های ملی فوتبال زیر ۱۷ سال، زیر ۱۸ سال، زیر ۱۹ سال و زیر ۲۰ سال کرواسی بازی کرده‌است.